# Erythrina oliviae
Erythrina oliviae là một loài thực vật có hoa trong họ Đậu. Loài này được Krukoff miêu tả khoa học đầu tiên.